# Pieta (filme)
Pietà (Hangul: 피에타) é um filme sul-coreano de 2012. É o 18ª filme escrito e dirigido por Kim Ki-duk. A produção retrata a relação misteriosa entre um homem brutal que trabalha para agiotas e uma mulher de meia-idade que afirma que ela é sua mãe, misturando simbolismo cristão e conteúdo altamente sexual.
O filme fez sua estreia mundial na competição do 69º Festival Internacional de Cinema de Veneza, de onde saiu ganhador do Leão de Ouro. É o primeiro filme coreano a ganhar o prêmio principal em um dos três grandes festivais de cinema internacionais — Veneza, Cannes e Berlim.
O título refere-se à obra artística italiana Pietà (piedade), significando representações da Virgem Maria embalando o corpo de Jesus.